# Вулиця Гончарова (Київ, Московський район)
Ву́лиця Гончаро́ва — зникла вулиця, що існувала в Московському, нині Голосіївському районі міста Києва, місцевість Деміївка. Пролягала в кінці Козацької вулиці

## Історія
Вулиця виникла в 1-й половині XIX століття під назвою 453-тя Нова. Назву вулиця Гончарова набула 1944 року. Ліквідована у зв'язку зі зміною забудови й переплануванням місцевості 1977 року.